# Maxhaus

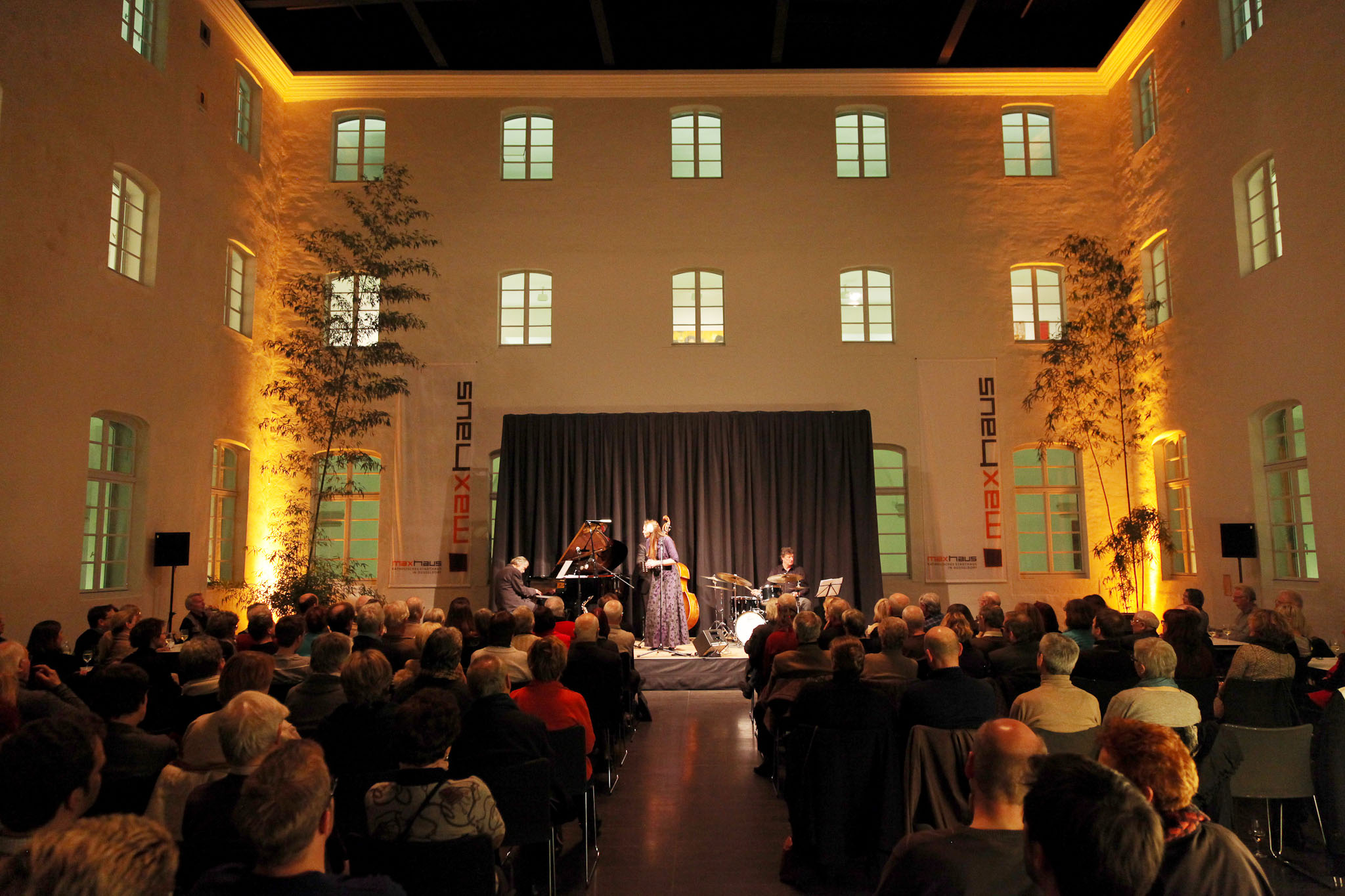
Konzertabend im Innenhof des Maxhauses 2012

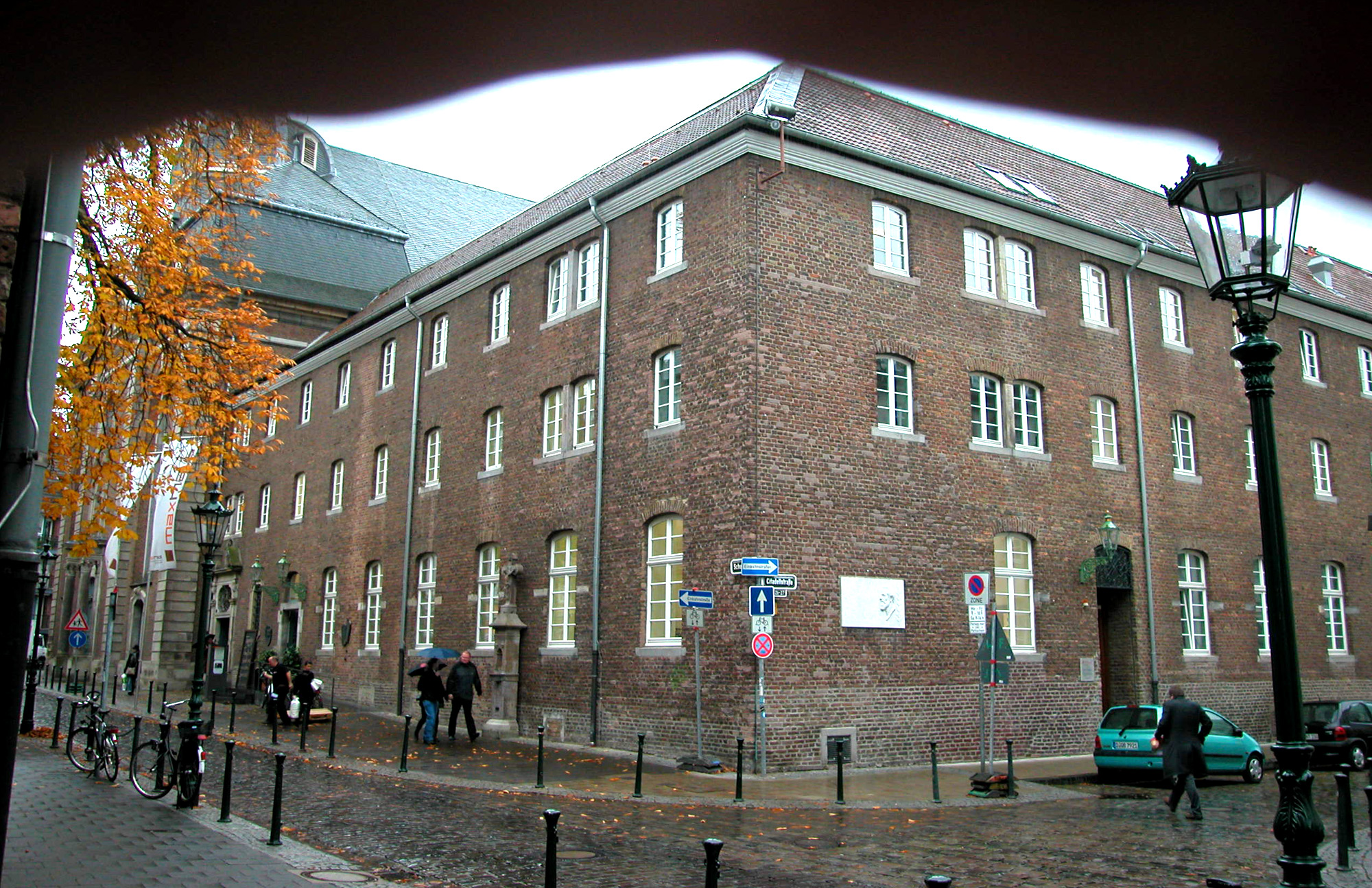
Außenansicht des Maxhauses 2009
(Maxkirche links im Hintergrund)

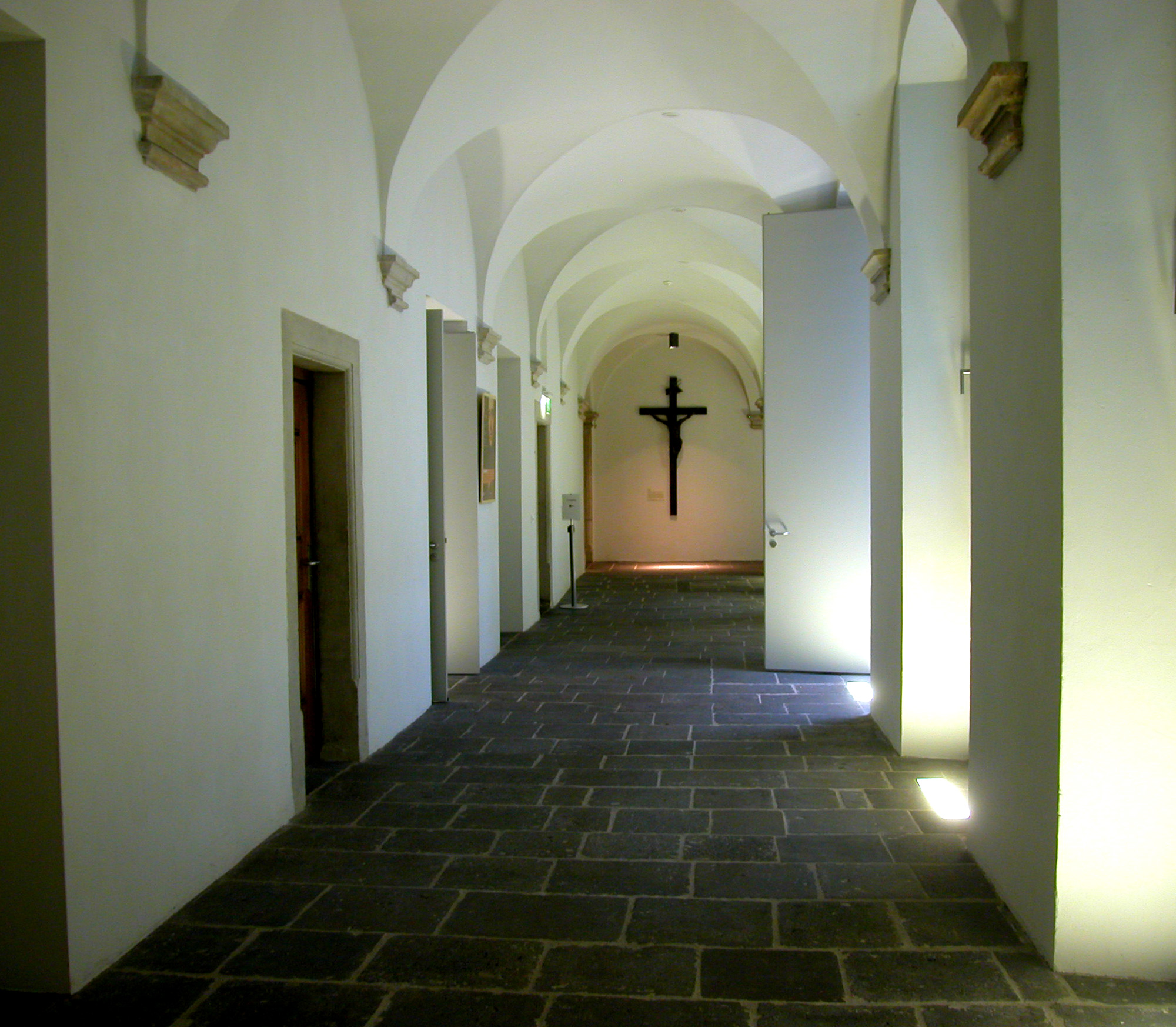
Kreuzgang im Maxhaus

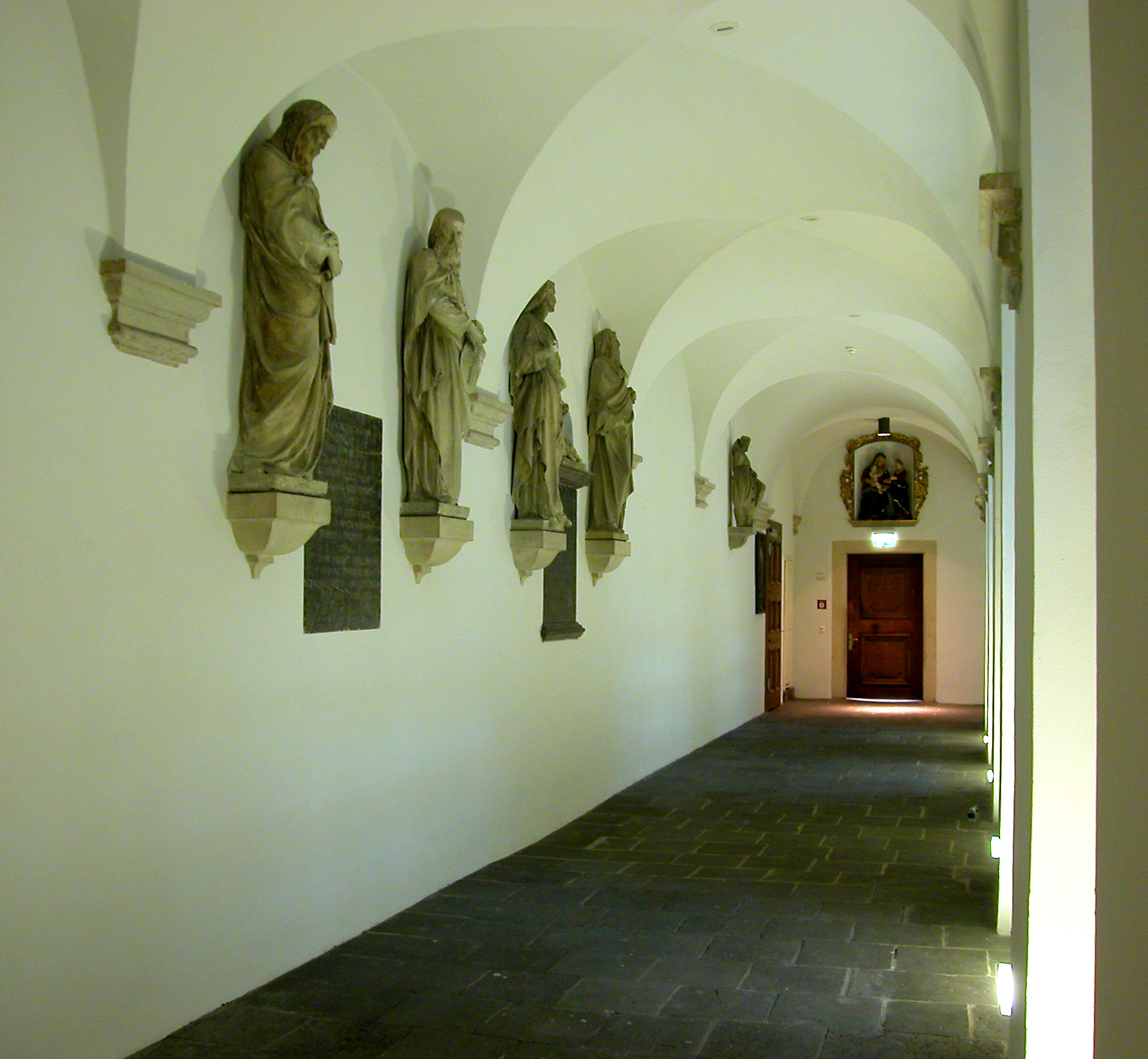
Kreuzgang im Maxhaus

Das  Maxhaus ist eine katholische Begegnungs- und Veranstaltungsstätte in Düsseldorf. Das Gebäude befindet sich an der Schulstraße 11 im Stadtteil Carlstadt. Es ist nach der benachbarten Maxkirche benannt, mit der es einen Gebäudekomplex bildet.

## Baugeschichte
Ursprünglich war das barocke Backsteingebäude ein Kloster der Franziskaner. Es wurde auf der Zitadelle, einer im 16. Jahrhundert erbauten Bastion der Stadt Düsseldorf, errichtet und 1661 fertiggestellt. Das Grundstück, auf dem zuvor das Anwesen des Festungsgouverneurs von Norprath lag, war den Franziskanern von Herzog Wolfgang Wilhelm von Pfalz-Neuburg geschenkt worden, nachdem er ihnen 1651 die Erlaubnis zur Ansiedlung in Düsseldorf erteilt hatte. Die Maßnahme des zum katholischen Glauben konvertierten Landesherrn war darauf gerichtet, in seinen Ländern, so auch in der Hauptstadt der Herzogtümer Jülich-Berg, die Rekatholisierung zu fördern (→ Gegenreformation). Neben dem Kloster entstand zwischen 1662 und 1668 in schlichtem franziskanischen Stil die Klosterkirche St. Antonius, als Vorgängerbau der heutigen Barockkirche St. Maximilian (Maxkirche). Klostergebäude und Kirche waren bereits 1724 baufällig, was insbesondere von dem schwierigen Baugrund herrührte. Zudem war die Kirche für die wachsende Bevölkerung zu klein geworden. Daher wurde die Klosteranlage bis 1737 renoviert und erweitert. In diesem Zuge wurden auf dem Dach der Kirche ein sechseckiger Dachreiter mit Glockentürmchen errichtet. Kurfürst Karl III. Philipp von der Pfalz hatte dem Orden für den Ausbau und die Erweiterung seiner Klosteranlage die ehemalige herzogliche Orangerie zur Verfügung gestellt. Im Verlauf des Siebenjährigen Kriegs wurden 1756 fünfhundert Soldaten im Kloster einquartiert, die unter anderem 1758 in der Schlacht bei Krefeld zum Einsatz kamen. Sodann diente es bis 1760 als Lazarett für 1.800 Verwundete; danach waren Kloster und Kirche erneut renovierungsbedürftig.
Mit der Säkularisation verlor das Gebäude 1803 seine Funktion als Kloster und Teile wurden in ein Lyzeum umgewandelt, das von 1807 bis 1814 von Heinrich Heine besucht wurde. Ab 1805 wirkte dort der Physiker, Geodät und Publizist Johann Friedrich Benzenberg als Professor für Physik und Astronomie. 1813 übernahm Karl Wilhelm Kortüm die Schulleitung und veranlasste 1814 den Gouverneur des Generalgouvernements Berg, Justus Gruner, die Reorganisation des Lyzeums zu einem humanistischen Gymnasium zu verfügen. Als Königliches Gymnasium wurde es 1833 in einen Neubau auf die Alleestraße verlegt. 1838 wurde im Maxhaus die Städtische Realschule an der Citadellstraße eröffnet. Die Klosterkirche, die dem Landesherrn Maximilian Joseph von Bayern durch den Reichsdeputationshauptschluss ebenfalls zugefallen war und die dieser zunächst veräußern wollte, wurde aufgrund einer Intervention der Bürgerschaft Düsseldorfs zur städtischen Pfarrkirche St. Maximilian umgewidmet. Im Klostergebäude war zeitweise auch die Kurfürstlich-Pfälzische Academie der Maler, Bildhauer- und Baukunst untergebracht. Andere Teile des Klosters wurden in Wohnungen umgewandelt. Dort wurde 1826 Franz Grashof geboren, Mitgründer des Vereins Deutscher Ingenieure. Der als Düsseldorfer Gefängnispfarrer und Stadtoriginal bekannt gewordene Pastor Jääsch wohnte lange in der ehemaligen Klosteranlage. Im Zweiten Weltkrieg wurden die Gebäude einschließlich der Maxkirche beschädigt. Nach Beseitigung der Kriegsschäden konnte der Komplex weiter genutzt werden.
1999 fasste man den Beschluss, das ehemalige Klostergebäude zu einer Begegnungs- und Veranstaltungsstätte umzubauen. Aufgrund denkmalpflegerischer Vorgaben zog sich der aufwändige Umbau rund sechs Jahre hin. Ein auffallendes Merkmal der Neugestaltung ist vollständige Überdachung des Innenhofes innerhalb des Kreuzganges mit einer offenen Konstruktion aus Glas und Stahl, ähnlich der im fünf Jahre zuvor umgebauten, nahe liegenden Ständehaus. Der nunmehr als Maxhaus – Katholisches Stadthaus in Düsseldorf bezeichnete Komplex wurde am 22. September 2006 neu eröffnet und gewann seitdem mehrere Architekturpreise.

## Baubeschreibung
Der Antoniussaal, das frühere Refektorium des Klosters, zeigt in der Stuckdecke einen Zyklus von Legenden aus dem Leben des Antonius von Padua und erinnert so daran, dass der Saal Teil eines Klosters war, welches vor der Säkularisation dem heiligen Antonius gewidmet war. Die Arbeit wurde der Schule um die in Düsseldorf ansässigen italienischen Stuckateure zugeschrieben und von Alfred Kamphausen auf das Jahr 1766 datiert. Ihre Gestaltung zeigt eine Übergangsform aus dem Spätbarock in den Klassizismus. Die bildlichen Darstellungen sind nicht auf eine illusionistische Perspektive angelegt, die Figuren sind scharf konturiert, das Dekor nobel, kühl und feinlinig angeordnet. Eine besondere kunstgeschichtliche Bedeutung verleiht dem Werk die ikonographische Tatsache, dass stuckierte Zyklen der Antonius-Legende nördlich der Alpen sonst nicht vorkommen.
Josef Kleesattel beschrieb die Qualität der Decke und die Unangemessenheit einer späteren Nutzung in seiner Schrift Alt-Düsseldorf im Bild folgendermaßen:

„Ein besonderer Kunstschatz […] ist die Barock-Stuckdecke eines Raumes des früheren Franziskanerklosters (jetzt Volksschule). Es ist herrlich zu sehen, mit welcher außerordentlichen Kunstfertigkeit, mit welch großem Geschmack die figürlichen Darstellungen und die ornamentalen Beigaben der Decke behandelt worden sind. Dagegen ist es bedauerlich, daß dieser Raum zu Turnzwecken benutzt wird, da er durch Einbauen der Turngeräte ungemein gelitten und verloren hat.“

Im Rahmen des Umbaus 2003–2006 wurde die Stuckdecke im Antoniussaal (Erdgeschoss Südflügel des Maxhauses), der heute als Pfarrsaal der Kirche St. Maximilian genutzt wird, aufwendig restauriert.

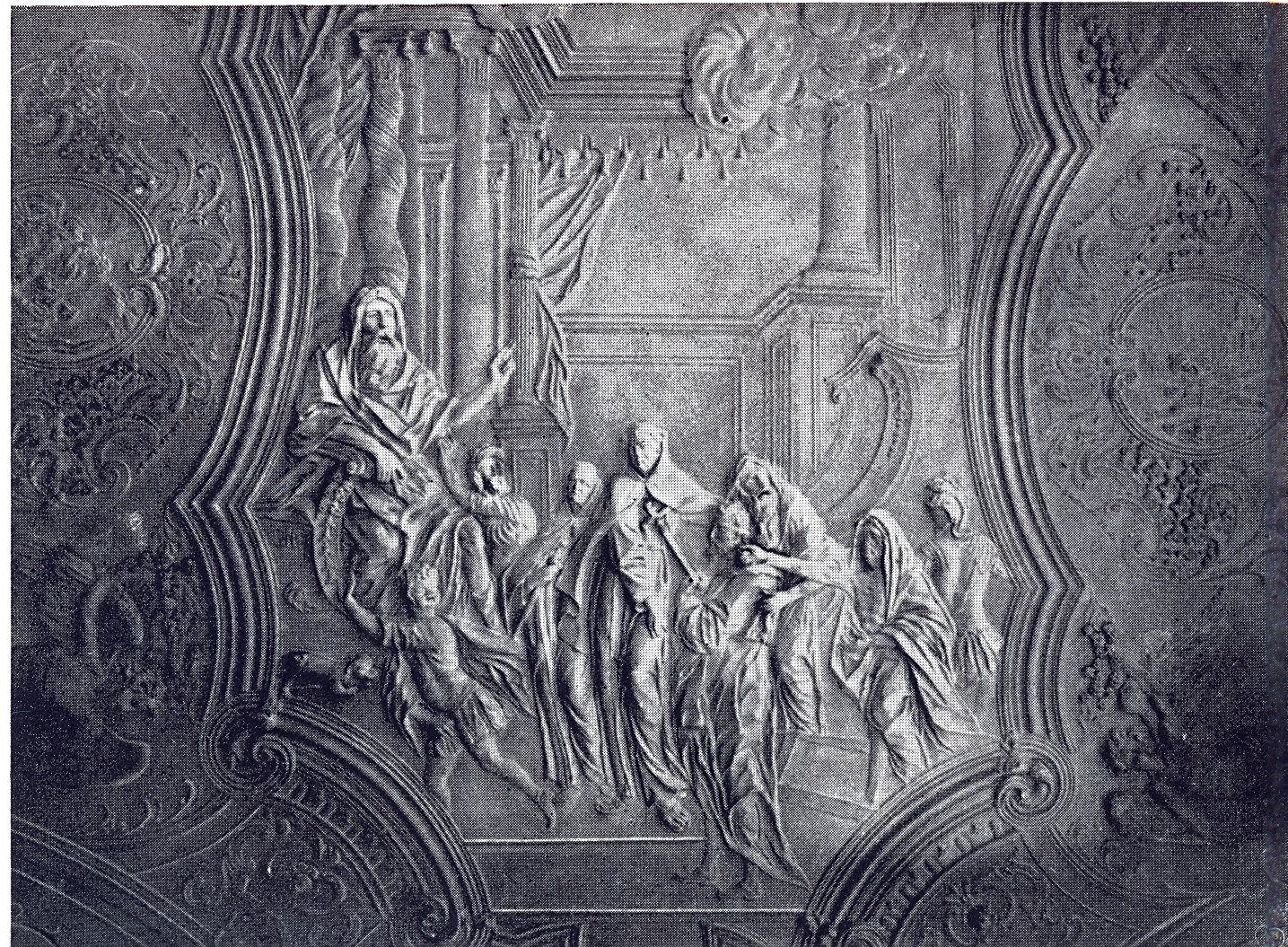
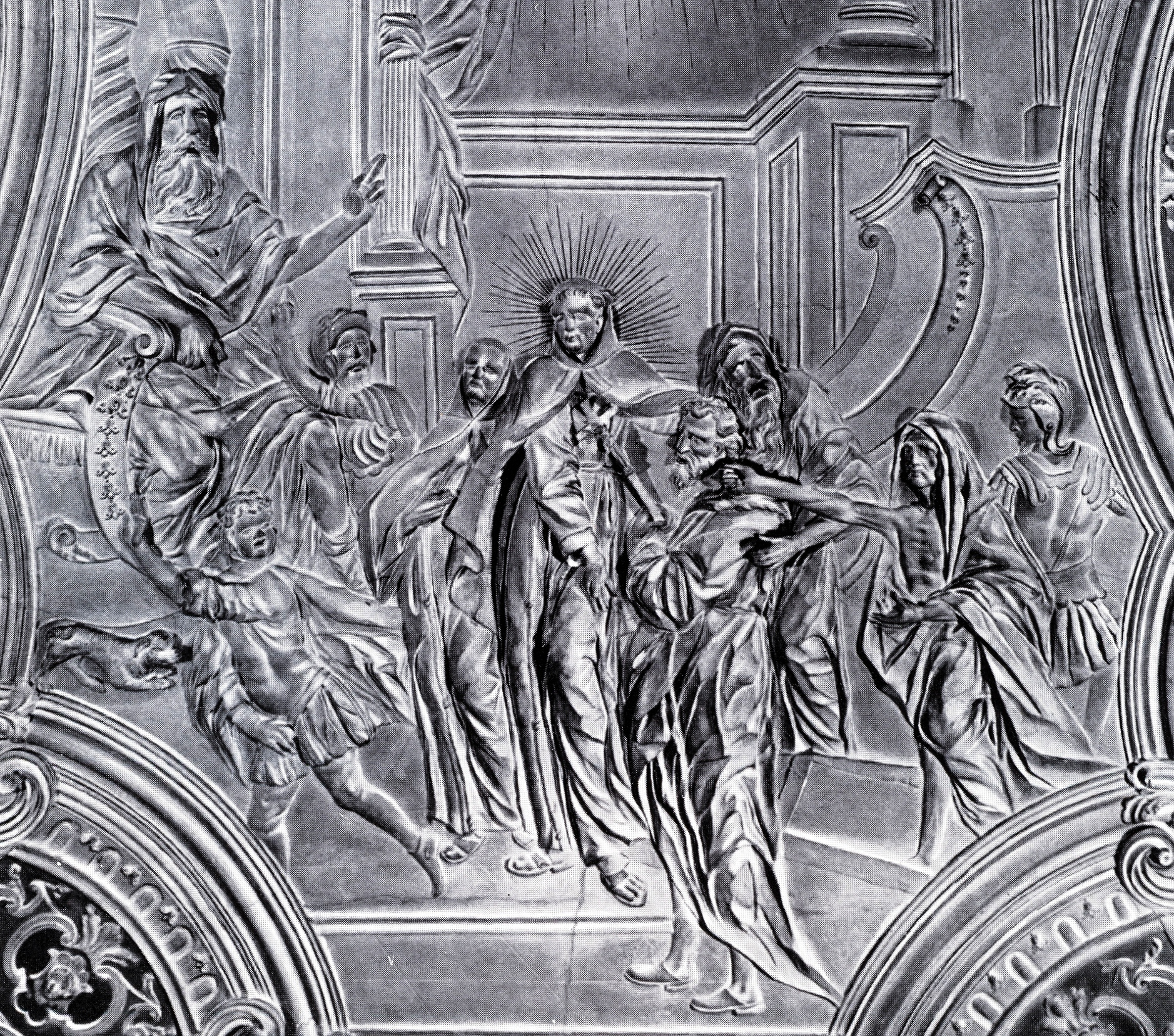
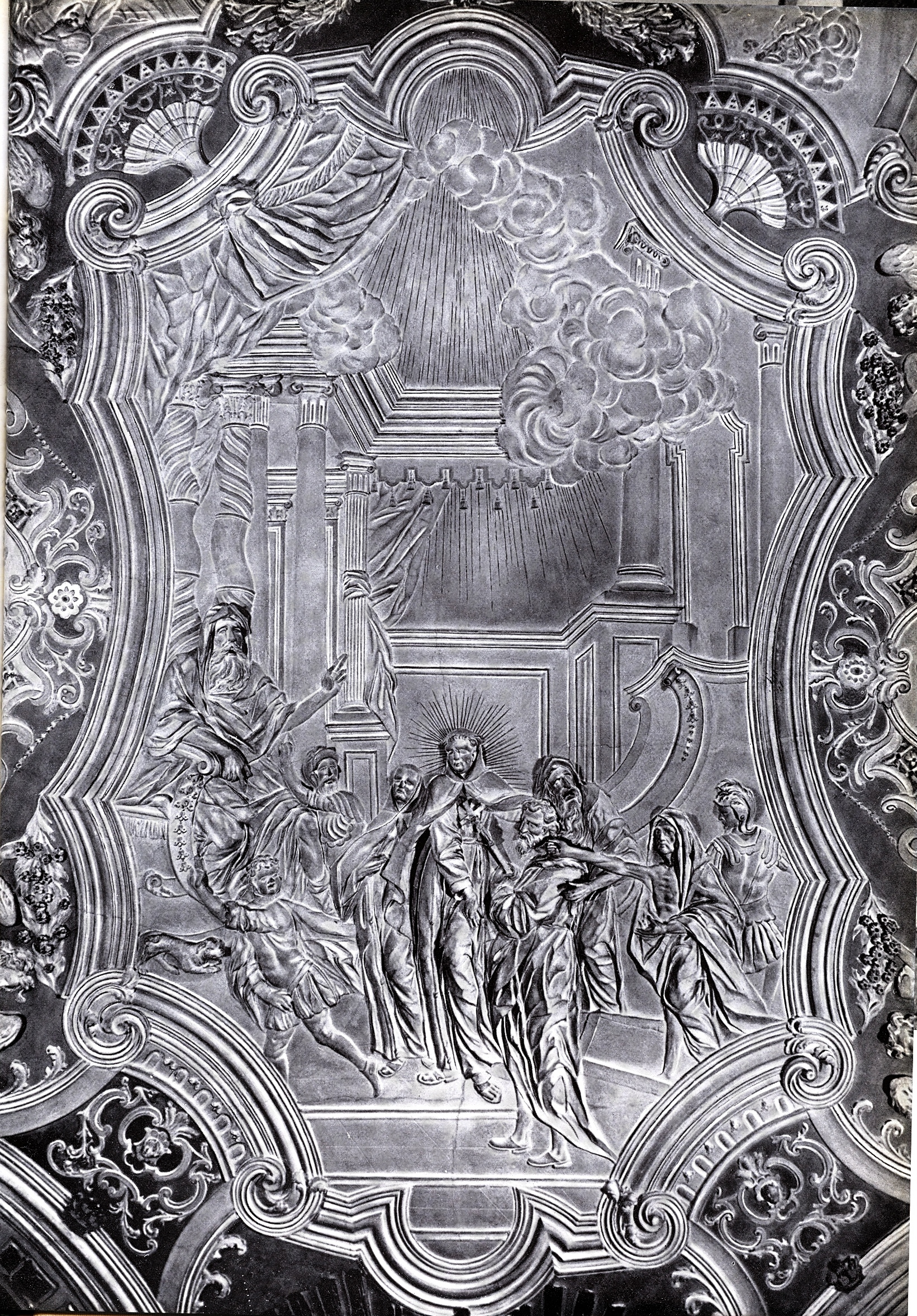
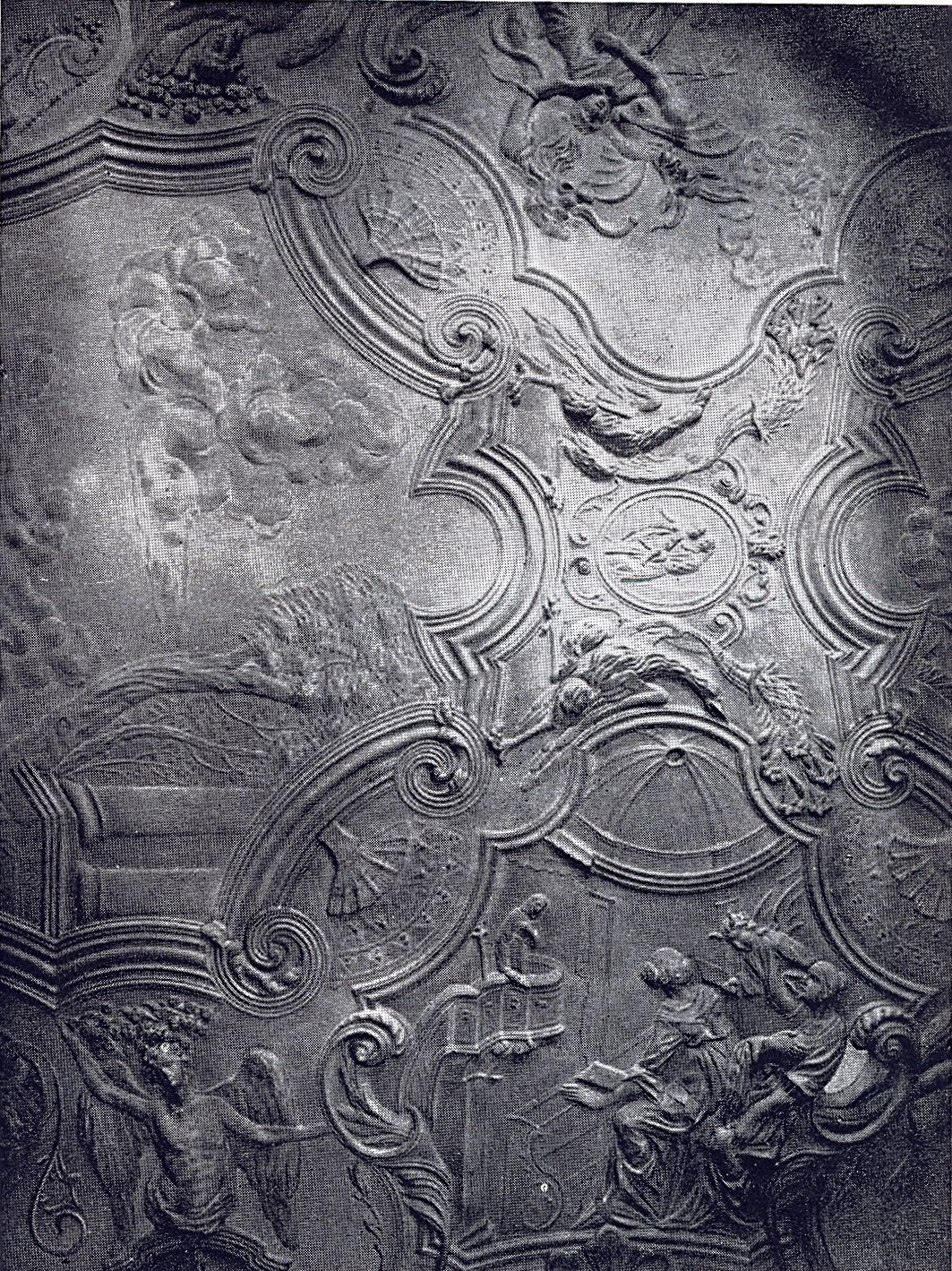

## Architekturpreise
Eine Jury des Bundes Deutscher Architekten (BDA) in Düsseldorf zeichnete den Umbau im Rahmen der „Auszeichnung guter Bauten 2010 des BDA Düsseldorf“ mit einer „Anerkennung“ aus und wertete u. a.: „Sympathisch berührt das harmonische Zusammenspiel von historischer Substanz und modernen Architekturelementen.“
Das Ministerium für Wirtschaft, Energie, Bauen, Wohnen und Verkehr des Landes Nordrhein-Westfalen und die Architektenkammer zeichneten das umgebaute Maxhaus in der Reihe „Vorbildliche Bauten des Landes NRW 2010“ aus und urteilten dabei: „Die Ergänzungen und Eingriffe durch zeitgemäße Architektur zeigen einen mutigen, modernen Umgang mit kirchlichen Bauten und stellen das Potential im Umgang mit Kirchenarchitektur beispielhaft und inspirierend unter Beweis“.
Schließlich kürte im Mai 2011 der Architekten- und Ingenieurverein Düsseldorf (AIV) das Maxhaus zum „Bauwerk des Jahres 2010“. Die Presseinformation zitiert den AIV-Vorsitzende Thomas Fürst: „Konzept und Ausführung vermögen den Dialog von Alt und Neu äußerst stimmig zu transportieren. Ohne Zugeständnisse an modische Tendenzen schafft das Maxhaus eine zeitliche Klammer zwischen Vergangenheit, Gegenwart und Zukunft.“

## Programm
Als Katholisches Stadthaus in Düsseldorf richtet sich das Maxhaus verstärkt an die Öffentlichkeit und bietet neben einem religiösen auch ein gastronomisches, künstlerisches und musikalisches Programm an. Dabei wird an Werktagen im überdachten Innenhof des Maxhauses tagsüber ein „Klosterhof-Bistro“ betrieben.

### Ausstellungen
Im Keller des Gebäudes wurde die Dauerausstellung Das verborgene Kloster eingerichtet, in der die Baugeschichte des Klosters und die Geschichte der Franziskaner in Düsseldorf dargestellt werde. Daneben erfolgen in der ersten Etage des Kreuzganges Wechselausstellungen verschiedener Künstler.

### Musik
Im Rahmen der Reihen „Bach beflügelt“ und „Jazz im Maxhaus“ werden im überdachten Klosterhof des Maxhauses Konzerte veranstaltet. Die Jazz-Reihe wurde nach der Teilnahme an der Düsseldorfer Jazz-Rally 2011 aufgrund des großen Zuschauer-Zuspruchs ins Leben gerufen.

### Religion
Im Maxhaus finden seit 1961 die von Carl Klinkhammer ins Leben gerufenen Düsseldorfer Mittwochgespräche statt, bei denen aktuelle und theologisch fundierte Vorträge aus den verschiedensten Bereichen der Theologie gehalten werden. Darüber hinaus bieten die Servitinnen ein vielfältiges Programm an, zudem auch Einkehrtage und meditative Tänze gehören. Die Teilnahme an der Nacht der offenen Kirche und andere Veranstaltungen runden das Programm ab.